# Интериоризация
Интериориза́ция (от фр. intériorisation — переход извне внутрь, от лат. interior — внутренний).

## Психология
В психологии интериоризацией называют формирование внутренних структур человеческой психики, посредством усвоения внешней социальной деятельности, присвоения жизненного опыта, становления психических функций и развития в целом. Любое сложное действие, прежде чем стать достоянием разума, должно быть реализовано вовне. Благодаря интериоризации мы можем говорить про себя и собственно думать, не мешая окружающим.
Благодаря интериоризации психика человека приобретает способность оперировать образами предметов, которые в данный момент отсутствуют в его поле зрения. Человек выходит за рамки данного мгновения, свободно «в уме» перемещается в прошлое и в будущее, во времени и в пространстве.
Возможно, животные такой способностью не обладают и не могут произвольно выходить за рамки наличной ситуации. Важным орудием интериоризации служит слово, а средством произвольного перехода от одной ситуации к другой — речевое действие. Слово выделяет и закрепляет в себе существенные свойства вещей и способы оперирования информацией, выработанные практикой человечества. Действие человека перестаёт быть зависимым от данной извне ситуации, которая определяет все поведение животного.
Отсюда понятно, что овладение правильным употреблением слов есть одновременно усвоение существенных свойств вещей и способов оперирования информацией. Человек через слово усваивает опыт всего человечества, то есть десятков и сотен предшествующих поколений, а также людей и коллективов, отдалённых от него на сотни и тысячи километров.
Впервые данный термин был использован в работах французских социологов (Дюркгейм и др.), где интериоризация рассматривалась в качестве одного из элементов социализации, означая заимствование основных категорий индивидуального сознания из сферы общественного опыта и общественных представлений. В психологию понятие интериоризации было введено представителями французской психологической школы (Ж. Пиаже, П. Жане, А. Валлон и др.)(только как термин, объединяющим процессы ассимиляции и аккомодации), а в ходе более пристального изучения процесса усвоения внешних действий ребёнком и перевода их во внутренний план, уточнённого и конкретизированного советским психологом Львом Выготским, определено за ним его последователями (на основе «диалога Выготского и Пиаже») в качестве одного из основополагающих понятий его незавершенной психологической теории, стремительно теряющей популярность в последние годы во всем мире.
По мнению Выготского его редукционистского и механистического периода «инструментальной психологии», всякая функция человеческой психики первоначально складывается как внешняя, социальная форма общения между людьми, как трудовая или иная деятельность, и лишь затем, в результате интериоризации, становится компонентом психики человека.
В последующем интериоризация была изучена П. Я. Гальпериным как процесс и легла в основу планомерно-поэтапного формирования.
Понятие интериоризации является одним из ключевых в современной образовательной психологии США.
У Ф. Ницше было своеобразное понимание интериоризации. В своей работе Генеалогия морали (1887), он писал, что «Все инстинкты, которым не позволяется выходить наружу, проявляются внутри. Это именно то, что я называю интериоризацией».

### Интериоризация процессов общения
Психические процессы человека подлежат изменениям в ситуации общения, так как общение в некоторой «латентной» форме содержится в них и тогда, когда человек один. Строение психических функций человека имеет множество сходств со строением процессов общения. Это, в свою очередь, происходит по причине того, что психические функции формируются «в раннем онтогенезе при интериоризации процессов общения».
В процессе онтогенеза человека идёт интериоризация, некий процесс, в результате которого создаются устойчивые, глубинные, синхронические структуры человеческой психики, похожие на «априорные социальные формы» психики человека. Эти социальные механизмы психики, в свою очередь, определяют характер «вышележащих» изменяющихся, диахронических психических процессов (соответственно, «речь» психики) человека (эмоциональных и когнитивных), определяют их характер как социальных процессов. В этом ключе интериоризация выступает «механизмом формирования механизма» (социального механизма психики человека).
Интериоризация не имеет преимущественного отношения к некоторому определённому психическому процессу (к памяти, восприятию и пр.), но в равной степени определяет социальные формы всех психических процессов. Результаты интериоризации относятся к восприятию специфической социокультурной информации (однако в данном случае они проявляются особенно наглядно): все, что воспринимается (и в широком, и в узком смысле данного понятия), человек воспринимает в социальных формах.
По итогам процессов интериоризации появляется особенность структуры психических процессов человека, за счёт которой их ход отличается от хода аналогичных процессов у животных.
Предпосылкой интериоризации служит несознаваемый внутренний план (у ребёнка в раннем онтогенезе). В итоге интериоризации данный внутренний план качественно изменяется, так как формируется план сознания.
В результате интериоризации формируется ряд устойчивых социальных структур психики, благодаря которым существует сознание. Кроме того, результатом интериоризации является и формирование, на основе сознания определённых детально описанных внутренних действий.
Интериоризация, с одной стороны, идёт лишь в процессе общения (очевидно, со взрослыми), с другой — в ходе перевода действия (которое может совершаться человеком, когда он совсем один) из внешнего плана во внутренний, умственный.

### Связь общения и интериоризации
Между общением и интериоризацией существует тесная связь: при поэтапном формировании умственных действий в рамках общения тех, кто формирует и у кого формируют, интериоризация реально имеет место и при этом играет важнейшую роль в данном формировании. «Процесс формирования — это деятельность одного человека, именно того, у кого формируются умственные действия; индивидуальная его деятельность, а не его взаимодействие с „другим“. Этот „другой“ (формирующий) выступает одним из внешних элементов деятельности».
Л. С. Выготский пришёл к следующему выводу: формирование основных социальных структур сознания человека происходит в процессе общения. При этом основным моментом выступает формирование того, что называется символически-семиотической функцией психики, той функции, благодаря которой человек может воспринимать окружающий его мир в особом «квазиизмерении», системе значений и смысловом поле.
Символико-семиотическая функция создаётся в процессе интериоризации. Интериоризации подвергается система социальных отношений, в той степени, в какой она «записана», представлена в структуре общения между взрослым и ребёнком. Данная структура, выраженная в знаках, интериоризируется, «вращивается» и «переходит» внутрь психики ребёнка. Результатом интериоризации становится то, что структура психики ребёнка опосредствуется интериоризированными знаками и формируются базовые структуры сознания.
Интериоризированные знаки усваиваются лишь и исключительно в процессе общения. Тем не менее, онтогенез выступает определителем структуры. В структуре данных знаков отражается их происхождение.
И изначальная ситуация, структура которой интериоризируется, — это общение, и интериоризированная, внутренняя структура несёт в себе и в своих элементах свернутое общение, получившее название диалогизм.
Диалог, как скрытый механизм психических функций, играет огромную роль; общение или свернутый диалог, рассматриваются как «встроенные» в глубинные, интериоризированные структуры психики.
Кроме того, функция означивания имеет диалогическую структуру (то есть несёт в себе управление знаниями, свернутые отношения по типу субъект-субъект).